# 23402 Турчина
23402 Турчина́ (23402 Turchina) — астероїд головного поясу, відкритий 8 жовтня 1969 року в Кримській астрофізичній обсерваторії Л. І. Черних.
Тіссеранів параметр щодо Юпітера — 3,195.